# Wolseley 4/44
Der Pkw Wolseley 4/44 wurde ursprünglich vom Nuffield-Konzern konstruiert, als er aber 1953 herausgebracht wurde, war Wolseley schon Teil der BMC. Der Wagen basierte zum großen Teil auf dem MG Magnette ZA, der später in diesem Jahr herauskam.
Anders als der MG hatte der 4/44 eine XPAW-Version des XPAG-Motors mit 1250 cm³ Hubraum, die man aus der späteren MG T-Serie kannte, aber mit geringer Leistung, da nur mit einem einzelnen Vergaser. Er leistete 46 bhp (34 kW) bei 4800/min. Das Vierganggetriebe hatte Lenkradschaltung.
Die Karosserie des Wagens war selbsttragend, vorne waren die Räder einzeln aufgehängt und schraubengefedert, hinten gab es eine angetriebene Starrachse an Blattfedern.
Der 4/44 war für das gehobene Marktsegment gedacht und gut ausgestattet mit holzverkleidetem Armaturenbrett, Ledersitzen und dem traditionellen Wolseley-Kühlergrill mit beleuchtetem Emblem, war aber mit £ 997,-- auf dem britischen Markt recht teuer.
Ein Exemplar, das von der Zeitschrift The Motor getestet wurde, erreichte eine Höchstgeschwindigkeit von 117 km/h und beschleunigte von 0 auf 100 km/h in 29,9 s. Der Benzinverbrauch betrug 10,4 l/100 km.
1956 wurde der 4/44 nach 29.845 Exemplaren durch den ähnlich aussehenden 15/50 ersetzt.